# Комерфорд, Мэллори
Мэллори Комерфорд (англ. Mallory Comerford, род. 6 сентября 1997 года) — американская пловчиха, 7-кратная чемпионка мира в эстафетах и 7-кратная чемпионка мира на короткой воде в эстафетах.

## Карьера
В декабре 2016 года на чемпионате мира в 25-метровом бассейне в Уинсоре, Канада, Комерфорд заняла 5-е место на дистанции 200 метров вольным стилем и завоевала две золотые медали и одну серебряную медаль в эстафетах.
На чемпионате NCAA 2017 года она выиграла 200 метров вольным стилем за время 1:40,36.
На национальных соревнованиях США в 2017 году она завоевала золотую медаль на 100-метровке вольным стилем установила новый рекорд США 52,81. А также квалифицировалась на чемпионат мира по водным видам спорта 2017 года.
Комерфорд выиграла свой первый титул чемпиона мира по водным видам спорта в Будапеште, Венгрия, в эстафете 4×100 м вольным стилем. Она завоевала золотые медали в каждой из пяти доступных эстафет - в трех женских и двух смешанных эстафетах. В смешанной эстафете 4×100 метров вольным стилем Комерфорд и ее товарищи по команде Кэлеб Дрессель, Натан Адриан и Симона Мануэль побили мировой рекорд со временем 3:19.60.
В первый день чемпионата мира на короткой воде в Ханчжоу, Мэллори завоевала личную серебряную медаль на 200 метрах вольным стилем и золотую в эстафете 4х100 м вольным стилем.